# Round Midnight (película)
Round Midnight (en España, Alrededor de la medianoche; en Argentina, Cerca de la medianoche) es una película francoestadounidense musical y dramática de 1986 dirigida por Bertrand Tavernier y con actuación de Dexter Gordon, François Cluzet y Herbie Hancock.
La historia, que narra la vida de un músico de jazz ficticio inspirado en las figuras del saxofonista Lester Young y el pianista Bud Powell, está basada en la biografía sobre ambos llamada La Danza de los infieles, escrita por Francis Paudras y publicada en 1986. El filme fue galardonado con el César a Mejor Sonido y el Oscar a Mejor Música en 1987.

## Sinopsis
Dale Turner es un saxofonista negro estadounidense y pionero del jazz bebop. Turner está tratando de salir de sus largos años de alcoholismo mientras vive y trabaja en París durante la década de 1950. Turner traba amistad con un dibujante y diseñador gráfico francés incomprendido llamado Francis Borler, que se especializa en realizar pósteres de películas.
Francis es desde joven un admirador de Dale, y para rescatar al primero de sus recaídas en la adicción lo lleva a vivir a su hogar, donde lo cuida junto con su pequeña hija. De a poco, Dale regresa a su estado óptimo y da lo mejor de sí tocando en vivo, además de volver a grabar un disco de estudio con material nuevo. La amistad de los dos hombres se hace cada vez más intensa y gratificante para ambos, hasta que un día Dale decide volver a la Ciudad de Nueva York, cambiando para siempre el curso de su vida y la de Francis.

## Reparto
| Actor                  | Personaje        |
| ---------------------- | ---------------- |
| Dexter Gordon          | Dale Turner      |
| François Cluzet        | Francis Borler   |
| Gabrielle Haker        | Berangere        |
| Sandra Reaves-Phillips | Buttercup        |
| Lonette McKee          | Darcey Leigh     |
| Christine Pascal       | Sylvie           |
| Herbie Hancock         | Eddie Wayne      |
| Bobby Hutcherson       | Ace              |
| Pierre Trabaud         | Padre de Francis |
| Frédérique Meininger   | Madre de Francis |
| Hart Leroy Bibbs       | Hershell         |
| Liliane Rovère         | Madame Queen     |
| Ged Marlon             | Beau             |

## Producción
Round Midnight fue filmada en las ciudades de Paris y Nueva York.

## Clasificación
| País              | Calificación |
| ----------------- | ------------ |
| Alemania oriental | 12           |
| Argentina         | ATP          |
| Australia         | M            |
| Canadá            | AA (Ontario) |
| Brasil            | 10           |
| Chile             | TE           |
| España            | 7 (NRM7)     |
| Estados Unidos    | R            |
| Filipinas         | G            |
| Finlandia         | S            |

| País          | Calificación |
| ------------- | ------------ |
| Puerto Rico   | PG-13        |
| Italia        | T            |
| Islandia      | L            |
| Noruega       | 12           |
| Nueva Zelanda | PG           |
| Países Bajos  | AL           |
| Perú          | PT           |
| Reino Unido   | 15           |
| Singapur      | PG           |
| Suecia        | 7            |
| Colombia      | 12           |
| México        | B            |
| Japón         | G            |

## Música

### Lista de números
| Pista | Título                             | Intérprete                                            | Duración |
| ----- | ---------------------------------- | ----------------------------------------------------- | -------- |
| 1     | "'Round Midnight"                  | Thelonious Monk, Bernie Hanighen, Cootie Williams     | 5.35     |
| 2     | "Body and Soul"                    | Edward Heyman, Robert Sour, Frank Eyton, Johnny Green | 5.54     |
| 3     | "Bérangère's Nightmare"            | Hancock                                               | 3.06     |
| 4     | "Fair Weather"                     | Kenny Dorham                                          | 6.05     |
| 5     | "Una Noche Con Francis"            | Bud Powell                                            | 4.22     |
| 6     | "The Peacocks"                     | Jimmy Rowles                                          | 7.16     |
| 7     | "How Long Has This Been Going On?" | Ira Gershwin, George Gershwin                         | 3.12     |
| 8     | "Rhythm-A-Ning"                    | Monk                                                  | 4.11     |
| 9     | "Still Time"                       | Hancock                                               | 3.50     |
| 10    | "Minuit Aux Champs-Elysées"        | Henri Renaud                                          | 3.26     |
| 11    | "Chan's Song (Never Said)"         | Stevie Wonder, Hancock                                | 4.15     |

- Grabación en directo en el Studio Eclair, de Épinay-sur-Seine (Francia)
 Grabación complementaria en el Studio Davout y en el Studio Phillipe Sarde (París).

## Premios
- 1986: Oscar: Mejor banda sonora original
- 1987: Premios David di Donatello: Mejor actor extranjero (Dexter Gordon)
- 1987: Premios César: César a la mejor música original para Herbie Hancock y César al mejor sonido